# Nikolaj Nikolaevič Novosel'cev
Nikolaj Nikolaevič Novosel'cev o Novosil'cev (in russo Никола́й Никола́евич Новосельцев (Новоси́льцев)?; in polacco Nikołaj Nowosilcow; 1761 – San Pietroburgo, 20 aprile 1838) è stato un politico russo, stretto collaboratore dello zar Alessandro I.

## Biografia
Era figlio naturale di un ricco nobile, sposato con la zia del conte Pavel Aleksandrovič Stroganov. Questo legame gli assicurò un posto nel Comitato Privato che delineò il programma di riforme promosso da Alessandro I. Novosel'cev redasse un progetto costituzionale per l'impero russo simile a quello pensato da Michail Michajlovič Speranskij; a differenza di quello di Speranskij, il progetto costituzionale di Novosel'cev fu accettato da Alessandro ma il piano fu abbandonato dopo la morte dello zar nel 1825.
Nel 1804-1805 Svezia, Russia, Inghilterra, Austria, Prussia e Regno di Napoli progettarono la formazione di una coalizione contro la Francia di Napoleone Bonaparte. Alessandro I inviò Novosel'cev a Londra per negoziare l'alleanza con il governo inglese. 
In questa occasione Novosel'cev presentò al primo ministro William Pitt le Istruzioni segrete che delineavano le linee di fondo della politica russa in Europa. Alessandro si mostrava convinto che fosse necessario opporre all'espansionismo napoleonico, che coniugava abilmente l'uso della forza alla propaganda dei principi rivoluzionari, un nuovo ordine, stabilito attraverso un trattato, che fondasse su principi chiari e precisi i presupposti delle relazioni fra gli stati europei e prevenisse la guerra stabilendo il ricorso sistematico alla mediazione e al negoziato. In concreto la proposta politica di Alessandro prevedeva la ricostituzione dell'equilibrio fra le grandi potenze e, in questo quadro, una Francia ricondotta ai suoi confini naturali e libera di scegliersi la propria forma di governo. Ma soprattutto egli prospettava un riconoscimento, in forme diverse, delle aspirazioni nazionali della Germania, della Grecia, della Polonia, dell'Italia, dei Paesi Bassi, della Svizzera e anche della Grecia e proponeva in particolare una confederazione di stati tedeschi indipendente dalla Prussia e dall'Austria. Pitt opposte alle proposte russe un solido realismo politico, ricordando che non è facile far accettare un negoziato o una mediazione a uno stato che si sente sufficientemente forte da imporsi sul campo di battaglia. Tuttavia egli accolse in forma vaga l'idea di un nuovo codice di diritto internazionale, convenne ovviamente sulla necessità di ristabilire un equilibrio europeo, ma rifiutò ogni ipotesi di smembramento dell'Impero ottomano, mira tradizionale dell'espansionismo russo. In pratica egli ridusse l'intesa anglo-russa a una mera alleanza militare, con la quale Alessandro si impegnava a entrare in guerra contro con Napoleone. Era la premessa della terza coalizione.
Dal 1813 al 1815 Novosel'cev fu ministro delle finanze del Ducato di Varsavia occupato e tra il 1815 e il 1830 fece parte del governo del Regno del Congresso. Nominato commissario dello zar presso il Consiglio di Stato polacco, divenne uno dei governanti de facto del paese. Novosel'cev organizzò e guidò la polizia segreta russa in Polonia e fu responsabile dell'arresto degli attivisti delle associazioni dei Filomati e dei Filareti nel 1823. Dal 1824 fu ministro dell'istruzione del Governatorato di Vil'na. Sostenitore delle politiche di russificazione, perseguitò gli attivisti delle organizzazioni nazionaliste polacche ed era detestato dalla società polacca contemporanea.
Concluse la sua carriera come Presidente del Consiglio dei Ministri. Nicola I lo nominò conte nel 1835.

## Novosiltsev nella cultura polacca
Il personaggio del conte Novosel'cev è l'antagonista principale del dramma Dziady di Adam Mickiewicz.